# Haploblepharus pictus
Haploblepharus pictus är en hajart som först beskrevs av Müller och Henle 1838.  Haploblepharus pictus ingår i släktet Haploblepharus och familjen rödhajar. IUCN kategoriserar arten globalt som livskraftig. Inga underarter finns listade i Catalogue of Life.